# Spiraserpula paraypsilon
Spiraserpula paraypsilon är en ringmaskart som beskrevs av Pillai och Ten Hove 1994. Spiraserpula paraypsilon ingår i släktet Spiraserpula och familjen Serpulidae. Inga underarter finns listade i Catalogue of Life.